# Ernst Mühlschlegel
Ernst Mühlschlegel (* 20. Februar 1828 in Biberach an der Riß; † 18. April 1894 in Ravensburg) war ein württembergischer Oberamtmann.

## Leben
Mühlschlegel, Sohn eines Konditors und evangelischer Konfession, studierte von 1847 bis 1851 Regiminalwissenschaften in Tübingen. Seit 1847 war er Mitglied der Landsmannschaft Ulmia Tübingen. Er legte 1852 die erste und 1853 die zweite höhere Dienstprüfung ab.
Er war von 1854 bis 1864 Aktuariatsverweser und Aktuar beim Oberamt Gmünd und von 1864 bis 1869 Sekretär beim Oberamt Ulm. Er leitete als Oberamtmann die Oberämter Münsingen von 1869 bis 1877 und Ravensburg von 1877 bis 1892. 1892 trat er in den Ruhestand.

## Ehrungen
- 1873: Ritterkreuz 1. Klasse des Friedrichs-Ordens
- 1889: Karl-Olga-Medaille in Silber